# János Kádár
János Kádár, nascido Giovanni Czermanik (Rijeka, 26 de maio de 1912 — Budapeste, 6 de julho de 1989) foi um líder comunista húngaro e Secretário-Geral do Partido Socialista dos Trabalhadores Húngaros, que presidiu ao país de 1956 até à sua aposentadoria em 1988. 
O seu mandato de 32 anos como Secretário-Geral cobriu a maior parte do período em que a República Popular da Hungria existiu. Devido à idade de Kádár, saúde em declínio e domínio político em declínio, ele se aposentou como secretário-geral do partido em 1988 e uma geração mais jovem composta principalmente de reformadores assumiu.

## Biografia
Kádár nasceu em Fiume em uma família pobre. Ele nunca conheceu seu pai, que deixou sua mãe quando ele era jovem. Depois de viver no campo por alguns anos, Kádár e sua mãe mudaram-se para Budapeste. Depois de abandonar a escola, Kádár ingressou na organização juvenil do Partido Comunista da Hungria, KIMSZ. Kádár viria a se tornar uma figura proeminente no partido comunista pré-Segunda Guerra Mundial, chegando a se tornar primeiro secretário. Como líder, ele dissolveu o partido e o reorganizou como o Partido da Paz. Este novo partido não conseguiu obter qualquer apoio popular para a causa comunista e mais tarde ele seria acusado de dissolver o partido comunista húngaro. Com a invasão alemã da Hungria, o Partido da Paz tentou novamente ganhar o apoio da população húngara, mas falhou. Na época da ocupação soviética, o movimento comunista liderado por Kádár era pequeno.
Quando os comunistas assumiram o poder na Hungria em 1947-48, Kádár foi sendo cada vez mais responsabilizado dentro do Partido, servindo como Ministro do Interior de 1948 a 1950. Ele participou do julgamento e interrogatório do ex-chefe da polícia secreta László Rajk, um dos programas de julgamento mais infames no bloco oriental do pós-guerra. Em 1951, ele foi preso durante o governo de Mátyás Rákosi, mas foi libertado em 1954 pelo primeiro-ministro Imre Nagy e se tornou uma estrela em ascensão no Partido mais uma vez. 
Em 25 de outubro de 1956, durante a Revolução Húngara, Kádár substituiu Ernő Gerőcomo Secretário Geral do Partido, participando do curto governo revolucionário de Nagy. No entanto, no 1º de novembro ele rompeu com Nagy por causa da decisão deste último de se retirar do Pacto de Varsóvia. 
Quando os soviéticos esmagaram a contrarrevolução em 4 de novembro, Kádár tornou-se líder da Hungria. 

## No auge do poder após a repressão da revolta popular de 1956
Depois de participar inicialmente do levante húngaro em 1956, János Kádár mudou de lado e participou da repressão ordenada por Khrushchev. Em 7 de novembro, ele foi levado ao Parlamento por veículos blindados russos e assumiu o governo de lá. Duas semanas depois, conseguiu que Imre Nagy, líder do levante popular, desistisse. Como novo secretário-geral do partido, Kádár passou a ser o governante absoluto do país. Anos de terror se seguiram novamente (chamado de “tempo de vingança” na Hungria pelo regime comunista, megtorlás húngaro), em nada inferior à do início da década de 1950 sob Rákosi: vários milhares de pessoas foram presas e torturadas, mais de 1200 pessoas foram executadas, incluindo Imre Nagy dois anos depois, em 1958, após um julgamento secreto - ao qual Kádár só recentemente teve sua libertação para agradecer. A retaliação foi realizada, entre outras coisas, por unidades da chamada "brigada de jaqueta acolchoada" (pufajkások em húngaro), que havia sido criada por suas instruções (com consentimento soviético) especificamente para restaurar a ditadura e cujos membros eram muitas vezes recrutados da recém-dissolvida ÁVH – um deles foi Gyula Horn, que mais tarde se tornou primeiro-ministro da Hungria.
No entanto, ele gradualmente suavizou sua abordagem com o passar dos anos, muitas vezes concedendo amnistias individuais e moderando o estilo geral de governo. Em 1963, os últimos prisioneiros sobreviventes da Contrarrevolução Húngara foram libertados.

## Líder
Como líder da Hungria, Kádár era um jogador de equipe e teve o cuidado de consultar seus colegas antes de agir ou tomar decisões e seu mandato representou uma tentativa de liberalizar o sistema econômico para fazer um esforço maior para construir indústrias voltadas para os consumidores. Seu governo foi marcado pelo que mais tarde ficou conhecido como Comunismo Goulash. Um aumento significativo nos gastos do consumidor devido ao Novo Mecanismo Econômico (NME), uma grande reforma econômica, reintroduziu certos mecanismos de mercado na Hungria. Como resultado do padrão de vida relativamente alto, uma política de direitos humanos favorável e restrições de viagens mais relaxadas do que as presentes em outros países do Bloco de Leste, a Hungria foi geralmente considerada o melhor país para se viver na Europa Central e Oriental durante a Guerra Fria, também expresso no termo informal "o quartel mais feliz". Em 6 de julho de 1989, um Kádár doente morreu após ter sido forçado a se aposentar. Kádár foi sucedido por Károly Grósz como Secretário Geral em 22 de maio de 1988. Grósz serviria apenas por um ano neste cargo devido à queda do comunismo na Europa em 1989.
Enquanto estava à frente da República Popular da Hungria, Kádár pressionou por uma melhoria no padrão de vida. Kádár se engajou no aumento do comércio internacional com países não comunistas, em particular os da Europa Ocidental. As políticas de Kádár diferiam significativamente das de outros líderes comunistas, como Nicolae Ceaușescu, Enver Hoxha e Wojciech Jaruzelski, todos os quais favoreciam governos autoritários que reprimiam e puniam severamente a oposição. No entanto, as políticas de Kádár não conseguiram superar as limitações inerentes ao sistema comunista e foram vistas com desconfiança pela liderança conservadora de Leonid Brezhnev na União Soviética. O legado de Kádár permanece contestado, mas ele foi eleito em uma pesquisa realizada por Median na Hungria em 2007 como o terceiro político mais competente, atrás de István Széchenyi e Lajos Kossuth, que poderia resolver os problemas da Hungria.